# Pusionella vulpina
Pusionella vulpina is een slakkensoort uit de familie van de Clavatulidae. De wetenschappelijke naam van de soort is voor het eerst geldig gepubliceerd in 1780 door Born.